# Poal (recipiente)
Poal denomina varios tipos de recipiente de alfarería popular, documentados en el nordeste de la península ibérica y la franja pirenaica occitana.
Guerrero Martín lo describe como «botijo con pico y boca superior, sin boca lateral y, a menudo con un asa en la parte alta por encima de la boca» similar a un «cántaro o botijo de un solo pico».
En Alvocer-Moll, además de como sinónimo de cubo, aparece relacionado con posal como forma antigua (hacia 1307) de poal y designando la vasija identificada con el botijo castellano. También lo cita Ramon Violant i Simorra en El arte popular español: a través del Museo de Industrias y Artes Populares, junto a una relación de cántaros medievales hallados en el Hospital de Santa Cruz (de la calle Hospital, en Barcelona) y en la iglesia del Pino de esa ciudad, y definido su uso «poal, para pozar agua».
Asimismo, en diversos contextos de la lengua y la cultura catalana, poal aparece asociado en uso y representación con recipientes del tipo “galleda”,  “bujol” o “ferrada”. También aparece en el ámbito del valenciano, asociado a “galleda” y al catalán medieval y con una variante en la poval, para designar un recipiente de uso doméstico para acarrear agua del pozo o el aljibe.
En Aragón es sinónimo de cubo y barreño. En el Rosellón se asocia a «la gargoulette (poal ou cantir)».